# Jocko Sims
Jocko Sims (Laie, 20 februari 1981) is een Amerikaans acteur, filmproducent en filmregisseur. 

## Biografie
Sims studeerde in 2004 af aan de theaterschool van de Universiteit van Californië in Los Angeles. 
Sims begon in 2003 met acteren in de televisieserie 10-8: Officers on Duty, waarna hij nog meerdere rollen speelde in televisieseries en films. Hij is vooral bekend van zijn rol als luitenant Carlton Burk in de televisieserie The Last Ship waar hij in 56 afleveringen speelde (2014-2018), en van zijn rol als dr. Floyd Reynolds in de televisieserie New Amsterdam waar hij al in 44 afl. speelde (2018-heden). 

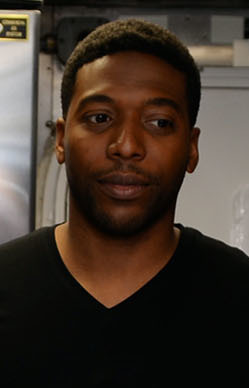
Jocko Sims (2015)

## Filmografie

### Films
Uitgezonderd korte films.
- 2018 Beyond White Space - als Harpo
- 2017 The Climb - als Rev
- 2016 The Sweet Life - als Joe
- 2015 Petting Zoo - als mr. Brandenburg
- 2014 Dawn of the Planet of the Apes - als Werner
- 2008 Something Is Killing Tate - als Tate
- 2006 Dreamgirls - als Elvis Kelly
- 2005 Jarhead - als Julius

### Televisieseries
Uitgezonderd eenmalige gastrollen.
- 2018-2022 New Amsterdam - als dr. Floyd Reynolds - 83 afl.
- 2014-2018 The Last Ship - als luitenant Carlton Burk - 56 afl.
- 2018 The Resident - als Ben Wilmot - 2 afl.
- 2014 Masters of Sex - als Robert Franklin - 7 afl.
- 2013 Castle - als Matt Hendricks - 2 afl.
- 2012 Franklin & Bash - als R.J. Carlton - 2 afl.
- 2008-2009 Crash - als Anthony Adams - 26 afl.

### Filmproducent
- 2013-2017 Apollo Night LA - televisieserie - 162 afl.

### Filmregisseur
- 2013-2017 Apollo Night LA - televisieserie - 154 afl.

- Library of Congress Control Number: no2019140783
- Virtual International Authority File: 2729156991009861180003
- WorldCat: E39PBJtH7pVGfjBMcm7VfKCWjC